# Sutra del Loto: XXII capitolo
Quindi il Buddha Śākyamuni si alzò dal suo trono del Dharma e raccogliendo tutti i bodhisattva e i mahāsattva, posò la sua mano sul loro capo pronunciando l'esortazione a propagare il Dharma, sostenendo che dopo gli innumerevoli kalpa in cui egli aveva predicato la Legge dell'anuttarā-samyak-saṃbodhi, ora questa dottrina era a loro affidata.
Per tre volte passò la mano sulla testa dei bodhisattva pronunciando queste parole, spiegando che aveva compiuto ciò per compassione nei confronti degli esseri senzienti, senza temere per la propria vita, invitando quindi i bodhisattva a non risparmiare sé stessi nemmeno di fronte a coloro che avrebbero rigettato il Sutra del Loto, in quel caso, sostenne il Buddha Śākyamuni, spiegate loro altre dottrine che possano istruirli e rallegrarli.
Allora i bodhisattva convenuti rassicurarono per tre volte il Buddha Śākyamuni che avrebbero onorato questo impegno invitandolo a non preoccuparsi.
Quindi il Buddha Śākyamuni fece rientrare gli altri Buddha delle dieci direzioni emanazioni del suo corpo alle loro terre d'origine e invitò il  Buddha Prabhūtaratna (Molti Gioielli) a tornare con lo stūpa composto dai sette tesori dov'era prima. Allora tutti i convenuti provarono un'immensa gioia.